# Rosemarie Biesinger
Rosemarie Biesinger es una deportista alemana que compitió para la RFA en piragüismo en la modalidad de eslalon. Ganó tres medallas en el Campeonato Mundial de Piragüismo en Eslalon, en los años 1955 y 1957.

## Palmarés internacional
| Campeonato Mundial | Campeonato Mundial | Campeonato Mundial | Campeonato Mundial |
| Año                | Lugar              | Medalla            | Competición        |
| ------------------ | ------------------ | ------------------ | ------------------ |
| 1955               | Tacen (Yugoslavia) | Medalla de oro     | F1 individual      |
| 1955               | Tacen (Yugoslavia) | Medalla de plata   | F1 por equipos     |
| 1957               | Augsburgo (RFA)    | Medalla de plata   | F1 por equipos     |